# Manufacturing Dissent
Manufacturing Dissent (übersetzt etwa: „Wie man Widersprüche herstellt“, Alternativtitel: Der Unruhestifter – Die seltsamen Methoden des Michael Moore) ist ein kanadischer Dokumentarfilm aus dem Jahr 2007, der die Methoden des Dokumentarfilmers Michael Moore kritisch untersucht. Veröffentlicht und gezeigt wurde er in Deutschland am 5. Mai 2007 und in den USA im März 2007. Der Film exponiert die aus der Sicht seiner Macher irreführenden Taktiken Moores und parodiert Moores Stilmittel, einen Dokumentarfilmer zu zeigen, der sich um ein Interview mit der Person, die er thematisiert, bemüht. Der Film wurde über einen Zeitraum von zwei Jahren von den Kanadiern Debbie Melnyk und Rick Caine erstellt, nachdem sie Fahrenheit 9/11 gesehen hatten.
Eigenen Angaben zufolge bewunderten Melnyk und Caine Moore, bevor sie den Film machten, zunächst sehr und planten eine Biographie zu drehen. Im Laufe ihrer Recherchen wurden sie jedoch zunehmend desillusioniert. Der Filmtitel ist eine Anspielung auf den Dokumentarfilm Manufacturing Consent (1992) über Noam Chomsky.

## Handlung

### Kritik an Moore
Einer der Vorwürfe betrifft Roger & Me. Während Moore in seinem Film einen stets ausweichenden Roger Smith (damals Vorstandsvorsitzender von General Motors) zeigt, sprach Moore tatsächlich zweimal mit Smith, entschied sich aber, dieses Material in seinem Film nicht zu verwenden. Moore hatte während der Aktionärsversammlung von GM im Mai 1987 ein längeres Gespräch mit Smith. Die Filmemacher fanden dies schockierend, da es der zentralen Prämisse des Films zuwider laufe, dass die Spitzenmanager der Großunternehmen die Arbeiter ausbeuten und sich weigern auf Fragen zu antworten oder ihre Fehler anzuerkennen. Manufacturing Dissent zeigt das ganze gedrehte Material. Außerdem wurde im Film über eine angebliche Rathaussitzung berichtet, die allerdings nicht stattfinden konnte, da der Übertragungswagen einer Nachrichtensendung gestohlen wurde. Tatsächlich war diese Szene frei erfunden.
Einer anderen ihrer Entdeckungen zufolge führt Moore in seinem Oscar-gekrönten Film Bowling for Columbine die Zuschauer in die Irre, als er die Sicherheit schildert, die Kanadier angeblich zu Hause empfinden. In dem Film geht Moore in einem Vorort von Toronto von Haus zu Haus, um nachzusehen, ob die Haustüren abgeschlossen sind oder nicht. Moore schnitt seinen Film so, dass alle Türen, die er zeigte, unverschlossen waren. Caine und Melnyk zufolge erzählte ihnen der Produzent Moores, dass tatsächlich nur 40 Prozent der Häuser unverschlossene Türen hatten, was möglicherweise Moores These, dass sich die Kanadier sicherer fühlten, entkräftet.
Der Film präsentiert auch Filmmaterial vom Al-Smith-Dinner. Einen Clip daraus verwendete Moore in Fahrenheit 9/11, in dem Präsident George W. Bush die Gäste als die „haves and have-mores“ grüßt und suggerierte so, der Präsident betrachte die Oberschicht Amerikas und nicht den durchschnittlichen Amerikaner als seine Basis. Das ausführliche Material zeige, dass jeder der Redner sich über sich selbst lustig machte, darunter auch Al Gore, der scherzhaft behauptet, er habe das Internet erfunden. Moore habe die Äußerung Bushs aus dem Kontext gerissen.

### Moores Antwort
In dem Film gelang es den Dokumentarfilmmachern niemals, ein Interview mit Moore zu bekommen, genauso wie Moore es scheinbar nicht gelungen war, ein Interview mit Roger Smith zu bekommen. Moore sei ihren Versuchen, ihn zu interviewen, stets ausgewichen und dabei auch von Leuten aus seiner Umgebung geschützt worden. Sein Schweigen ähnele anderen Antworten auf an ihm geübter Kritik (bzw. dem Mangel an solchen Antworten); Melnyk interpretiert dies als Versuch Moores, möglichst keine Aufmerksamkeit auf gegen ihn gerichtete Vorwürfe und den Film zu lenken.

## Mediale Resonanz
Nach der Erstaufführung des Films zeigten republikanisch orientierte amerikanische Nachrichtenkonzerne und langjährige Gegner Moores rasch ein großes Interesse an Interviews mit den Filmemachern. Melnyk und Caine erhielten Einladungen zu verschiedenen Sendungen des konservativen Senders Fox News. Schließlich nahmen sie einen Auftritt zu der Live-Show The Live Desk von Fox News an, da sie fürchteten, dass ihre Äußerungen in einer von Band abgespielten Sendung bearbeitet werden würden. Als die beiden während der Sendung jedoch ihre Kritik an manipulativer Berichterstattung nicht ausschließlich gegen Michael Moore richteten, sondern auch die etablierten US-Medien und George W. Bush mit einbezogen, wurde das Interview abgebrochen. Caine berichtete der Canadian Press: „Ich konnte jemanden in New York in meinen Ohrstöpsel schreien hören: ‚Entfernt die Arschlöcher aus der Sendung.‘ Sie haben uns abgeschnitten.“

## Moores Reaktion
Moore äußerte sich vehement gegen die Anschuldigung, er hätte ein Interview mit Roger Smith unterschlagen. „Wer das behauptet, ist ein verdammter Lügner“ („Anyone who says that is a fucking liar.“) Er habe zwar gute fünf Minuten ohne Kamera mit ihm sprechen können, ein Interview sei jedoch nicht zustande gekommen. Hätte es wirklich ein Interview gegeben, hätte General Motors dieses erwähnt, alleine um Moore zu schaden. Außerdem sagte er, beide Stellungnahmen Smiths hätten mit seinem Film Roger & Me nichts zu tun gehabt, da sie vor Beginn seiner Arbeiten zu diesem Film erfolgt seien, in dessen Mittelpunkt auch keineswegs Smiths Ablehnung eines Interviews stehe, sondern seine Weigerung, die vom Ruin gezeichnete Stadt Flint zu besuchen. Der Filmproduzent John Pierson, der als Vertriebspartner maßgeblich am kommerziellen Erfolg des Dokumentarfilms Roger & Me beteiligt war und sich später für Manufacturing Dissent als Interviewpartner zur Verfügung stellte, wertete Moores späte Erklärungen enttäuscht als Unfähigkeit, die Wahrheit zuzugeben.

## Kritiken
- Jette Kernion schrieb am 13. März 2007 in Cinematical, es sei ein Dokumentarfilm im Stil von Michael Moore über ihn selbst.[9]

- Joe Leydon meinte am 19. März 2007 in Variety, es sei eine intelligente, provozierende und nötige Untersuchung des Phänomens Michael Moore.[10]

- Das Lexikon des Internationalen Films urteilt: „Engagierter Dokumentarfilm, der dem amerikanischen Filmemacher Michael Moore „Roger und Me“, „Bowling for Columbine“ Manipulation und fragwürdigen Umgang mit seinem dokumentarischen Material vorwirft, wobei er sich letztlich aber der gleichen, längst in Frage gestellten Mittel bedient. Die filmische Auseinandersetzung mit Aufgaben und Grenzen des investigativen Dokumentarfilms scheint in ihrer Schärfe auch von den persönlichen Animositäten der Filmemacher geprägt zu sein. Gleichwohl ein interessantes Dokument darüber, wie Dokumentarfilme und letztlich auch Meinungen entstehen.“[11]

- Dokumentarfilmer John Pilger urteilte über den Film Manufacturing Dissent verfolge die Absicht, Michael Moore selbst zu diskreditieren. Dabei greife man auf Gerüchte und Geschichten zurück, die vom Hörensagen stammen würden.[12]